# Dukem
Dukem (var. Dukam, Dukham ; Oromo : Duukam) est une ville de la région centrale d'Oromia, en Éthiopie. Située dans la zone spéciale d'Oromia entourant Finfinnee de la région d'Oromia, à 37 kilomètres au sud-est d'Addis-Abeba et à 10 kilomètres au nord-ouest de Bishoftu, cette ville a une latitude et une longitude de 08°48′N 38°54′E / 8.800°N 38.900°E et une altitude de 1 950 mètres. C'est le centre administratif du woreda d'Akaki.
Dukem est situé le long de l'autoroute Adama - Dire Dawa et est une gare sur le chemin de fer Ethio-Djibouti. C'est également l'emplacement d'un parc industriel couvrant 40 hectares détenu et développé par East African Group (Ethiopia), Ltd. 
Sur la base des chiffres de l'Agence centrale de statistique en 2005, Dukem a une population totale estimée à 8 704 dont 4 095 hommes et 4 609 femmes.